# Compitum Acili
Das Compitum Acili war ein kleines Larenheiligtum augusteischer Zeit in Rom, das nördlich des später erbauten Tempels der Venus und der Roma stand.
An wichtigen Straßenkreuzungen oder Endpunkten bedeutender Straßen, die zumeist die Grenze eines Stadtviertels, eines vicus, bildeten, errichteten die Römer ein compitum genanntes kleines Heiligtum. In ihm wurden die Laren (Lares compitales) als Schutzgottheiten des derart ausgezeichneten Ortes verehrt.
Ein solches Heiligtum wurde 1932 entdeckt. Laut der zugehörigen Inschrift handelte es sich um das auch literarisch überlieferte Compitum des vicus Compiti Acili, das im Jahr 5 v. Chr. mit einer neuen Ädikula versehen wurde. In dem kleinen Marmorbau spiegelte sich das Bestreben seiner Stifter, Formen der großen, staatlichen Repräsentationskunst auf die kleineren Monumente in den Stadtvierteln zu übertragen.

## Ausgrabung
Als man 1932 für den Bau der Via dell’Impero, heute Via dei Fori Imperiali, das benötigte Areal zwischen Kaiserforen und Kolosseum archäologisch untersuchte, entdeckte man die Reste eines solchen compitums nördlich des Tempels der Venus und der Roma. Das kleine Heiligtum bestand aus einer kleinen zweisäuligen Ädikula, umgeben von Altären. Antonio Maria Colini veröffentlichte 1933 einen Vorbericht ohne Angabe von Maßen, Zeichnungen oder Fotografien. Erst 30 Jahre später legte er eine Dokumentation vor, die dennoch viele Fragen offen ließ, weiterhin ohne Maße auskam und auch mit den publizierten Plänen des Grabungsarchitekten Guglielmo Gatti wegen des kleinen Maßstabs unbefriedigend blieb. Erst neuerliche Analysen der Grabungsdokumentation von Monique Dondin-Payre und Gianluca Schingo in den 1980er und 1990er Jahren verbesserten die allgemeine Kenntnis der Grabungsergebnisse.

## Ädikula
Die Ädikula erhob sich auf einem rund 1,40 Meter hohen, mit weißem Marmor verkleideten Podium, war 2,38 Meter breit und 2,80 Meter tief. Über vier Stufen einer vorgelagerten Treppe konnte man das Podium betreten. Die kleine Cella war nur 1,56 Meter tief. Von der Ädikula selbst wurden ein Säulenfragment und Reste des Gebälks gefunden, so dass der kleine Bau in wichtigen Grundzügen rekonstruiert werden kann.
Wie die Podiumsverkleidung bestand die Ädikula aus weißem Marmor. Das Gebälk bestand aus einem Zwei-Faszien-Architrav, dessen oberes, leicht vortretendes Band mittels eines Perlstabs abgesetzt ist. Bekrönt wird der Architrav von einem einfach gehaltenen lesbischen Kymation. Ihm folgt der aus dem gleichen Werkstück gearbeitete glatte Fries. Das als eigenständiges Werkstück gearbeitete Kranzgesims besteht aus einem kleinen Zahnschnitt und Konsolen, die das vorkragende Geison stützen. Die Geisonstirn ist mit einem schlicht gearbeiteten Anthemion verziert.
Das Gebälk auf der linken Seite der Ädikula trug eine Inschrift, die Zeitpunkt und Stifter des Baus nennt. Hierbei ist der Hauptteil der Inschrift in zwei Zeilen über die Frieszone verteilt, auf dem Architrav sind die Namen der Stifter so gruppiert, dass sich jeder Name ebenfalls über die beiden Architavfaszien verteilt. Drei Stifternamen sind erhalten, ein vierter am Beginn der Inschrift ist verloren. Die Inschrift lautet:
[Imp(eratore) Cae]sare Augusti(!) pontif(ice) max{s}(imo) trib(unicia) potest(ate) XVIII

[imp(eratore) XIV L(ucio) Cor]nelio Sulla co(n)s(ulibu)s mag(istri) secun(di) vici compiti Acili

[3] Licinius M(arciae) Sextiliae l(ibertus) Diogenes / L(ucius) Aelius L(uci) l(ibertus) Hilarus / M(arcus) Tillius M(arci) l(ibertus) Silo
„Als der Imperator Caesar Augustus, Pontifex Maximus, zum 18. Mal Inhaber der tribunizischen Gewalt,

zum 14. Mal Imperator, und Lucius Cornelius Sulla Konsuln waren, (weihten diesen Schrein) die zweiten Vorsteher des vicus Compiti Acili

Licinius Diogenes, Freigelassener der Marcia Sextilia / Lucius Aelius Hilarus, Freigelassener des Lucius / Marcus Tillius Silo, Freigelassener des Marcus“
Das gemeinsame Konsulat von Augustus und Lucius Cornelius Sulla fiel in das Jahr 5 v. Chr. In diesem Jahr stiftete das zweite Gremium der Vorsteher des vicus Compiti Acili die Ädikula. Augustus hatte im Jahr 7 v. Chr. die um das Jahr 12 v. Chr. begonnene Neuorganisation der Stadt Rom abgeschlossen, die er in 14 Regionen eingeteilt hatte. Auf diese Regionen verteilte er die 265 vici der Stadt. Je vier vici magistri, unterstützt von vier ministri, standen einem vicus vor, wobei die magistri aus dem Stand der Freigelassenen, die ministri hingegen Sklaven der öffentlichen Hand waren. Aufgabe der magistri war unter anderem die Verantwortung für die compita, die Larenkapellen und Altäre ihres vicus. Als Folge der augusteischen Reform wurden in die kleinen Schreine der Heiligtümer neben den Laren auch Bildnisse des Genius Augusti aufgenommen. Ihm waren die Freigelassenen besonders verbunden, auch stiftete Augustus selbst Bildnisse von sich, die in den vici aufgestellt wurden. Augustus und das Herrscherhaus wurden auf diese Weise Teil der altehrwürdigen, auf bäuerliche Traditionen zurückgehenden Kulte, der Staatskult wurde Teil des Lokalkultes.
Der kleine Bau mit seiner Ausführung in Marmor und der Aufnahme gestalterischer Mittel des Dekors, wie sie von den Repräsentationsbauten der Stadt, insbesondere des Augustus selbst bekannt sind, spiegelt das Bestreben, die unter Augustus ausgebildeten Gestaltungsmuster in die Stadtviertel zu transferieren und Teil des von Augustus geschaffenen neuen Stadtbildes zu werden. Vorbildhaft wird hierbei insbesondere die Erneuerung des zentralen Tempels der Laren am höchsten Punkt der Via Sacra durch Augustus selbst gewirkt haben, dessen er sich in seinem Tatenbericht rühmt.

## Altar
Zum zehnjährigen Bestehen der Regionenreform stifteten die Magistri des vicus Compiti Acili einen Altar, von dem sich ebenfalls Reste bei den Ausgrabungen 1932 fanden. Auch dieser Marmoraltar, der an der Front mit einem Eichenkranz, an den Seiten mit einem Lorbeerkranz dekoriert war, trug eine Inschrift:
mag(istri) vici comp(iti) / Acili anni X[ // ] M(arcus) An[t]onius L(ucius) Venuleiu[s] / [3]rionis Felix Turanni l(ibertus) Bucci[o]
Er wurde demnach von den magistri des zehnten Jahres nach der Reform, also im Jahr 3/4 n. Chr. gestiftet und erinnert an dieses Ereignis und die Neuorganisation der vici.

## Vicus
Unter Nero wurde der Bereich, der seit dem Jahr 219 v. Chr. unter dem Namen compitum Acili bekannt war, komplett umgestaltet. Ursprünglich wohl nach der hier Grund und Boden besitzenden gens Acilia benannt, ließ sich laut Cassius Hemina in compito Acili der von der Peloponnes stammende Chirurg Archagathos, der erste griechische Arzt in Rom, in einer seitens der Öffentlichkeit bereitgestellten Taberna nieder. Man nimmt daher an, dass der Familienzweig der Glabriones mit dem vicus verbunden war, denn ein Münzmeister der Familie – Manius Acilius (Glabrio), IIIvir (monetalis) um die Mitte des 1. Jahrhunderts v. Chr. – prägte auf seine Denare einen Frauenkopf mit Lorbeerkranz und der Legende Salutis sowie eine weibliche Gestalt mit Schlange und der Legende Valetu(dinis). Die Propagierung von Salus und Valetudo, der römischen Entsprechung der griechischen Gesundheitsgöttin Hygieia, möchte man als Ausdruck einer von alters her engen Beziehung des Familienzweigs zu Heilkunst, Griechentum und Arztberuf auffassen, deren Wurzeln sich bis auf Archagathos und seine Niederlassung im vicus der Acilii Glabriones zurückverfolgen lasse.
Nach dem Brand Roms im Jahr 64 ließ Nero seine Domus Aurea teilweise im Gebiet des vicus Compiti Acili errichten. Das Viertel, dessen Heiligtum in augusteischer Zeit eine wichtige Landmarke war und in den Arvalakten als Ortsangabe für das Tigillum Sororium genannt wird, wurde danach immer wieder überbaut. Wann hiervon auch das kleine Heiligtum betroffen war, bleibt unklar. Zum einen stand noch im 4. Jahrhundert das in seiner Nähe befindliche Tigillum Sororium, das in Notitia und Curiosum des Regionenkatalogs der Stadt Rom als zur Regio IV templum Pacis gehörig aufgezählt wird. Zum anderen ist wahrscheinlich direkt westlich des compitum Acili der Tempel der Tellus zu lokalisieren, der neueren Untersuchungen zufolge in mehreren Bauphasen und zunehmender Veränderung der Lage und der Orientierung vom 3. Jahrhundert v. Chr. bis ins 4. Jahrhundert n. Chr. stand. Insgesamt sind die topographischen Implikationen, die durch die Ausgrabungen des Jahres 1932 angeschnitten wurden, noch nicht ausgewertet und geklärt.